# Tobia Bertini
Tobia Bertini (Prato, 25 ottobre 1856 – Milano, 1936) è stato un cantante italiano.

## Biografia
Tenore italiano, nato a Prato il 25 ottobre 1856, studiò canto a Firenze con Francesco Cortesi e debuttò nella sua città con il ruolo di Rustighello nella Lucrezia Borgia di Gaetano Donizetti e nel 1879 in Traviata. Il 30 giugno 1886, in tournée in Sudamerica, a Rio de Janeiro interpretò Radames nell'Aida di Verdi con la direzione del giovanissimo Arturo Toscanini, che dovette improvvisarsi direttore d'orchestra per sostituire Leopoldo Miguez che si era dimesso a causa delle critiche negative. L'anno successivo (1887) fu chiamato al Teatro alla Scala per due opere: Otello di Verdi diretto da Franco Faccio, con Arturo Toscanini violoncellista in orchestra e Aida, in cui si alternava con Francesco Tamagno. Nel 1889 fu tra gli interpreti dell'opera Cleopatra di Giuseppe Bensa al Teatro Pagliano di Firenze con Teresina Singer e la direzione di Ettore Contrucci. 
Tornò a Prato nel 1888 dove si esibì in un acclamato recital e contemporaneamente con Nadina Bulicioff era nel cast di Ivanohe di Attilio Ciardi. Ancora nella stagione1895-96 fu interprete nelle opere Rigoletto e Guarany, al Teatro Metastasio di Prato con Virgilio Blasi, Guido Cacialli, Ines Citti Lippi, Cornelia Raffanelli, con il direttore d'orchestra Ettore Contrucci.
Calcò le scene dei principali teatri d'Europa e Oltreoceano: a Varsavia (1881), a Santiago del Cile, all'Apollo di Roma (dal 1883 all'86), al Comunale di Trieste (1887 e 1888), alla Pergola di Firenze, ad Alessandria d'Egitto (1893), al Regio di Parma (1897).
La critica apprezzò le sue grandi doti vocali; nella appassionata commemorazione fatta di Amerigo Bresci fu definito "signore della scena" per l'abilità vocale drammatica. In occasione di Aida al Teatro Comunale di Fiume sulla Gazzetta Musicale di Milano si legge: "possiede una voce che sale all'acuto con grande facilità. Il timbro è bello, argentino; il metodo dei più distinti; è un prezioso artista e fu applauditissimo".
Nel 1927 fu ospite della casa di riposo Giuseppe Verdi di Milano dove morì il 29 aprile 1936.

## Tributi e omaggi
Prato, città natale di Tobia Bertini, gli ha dedicato una via.

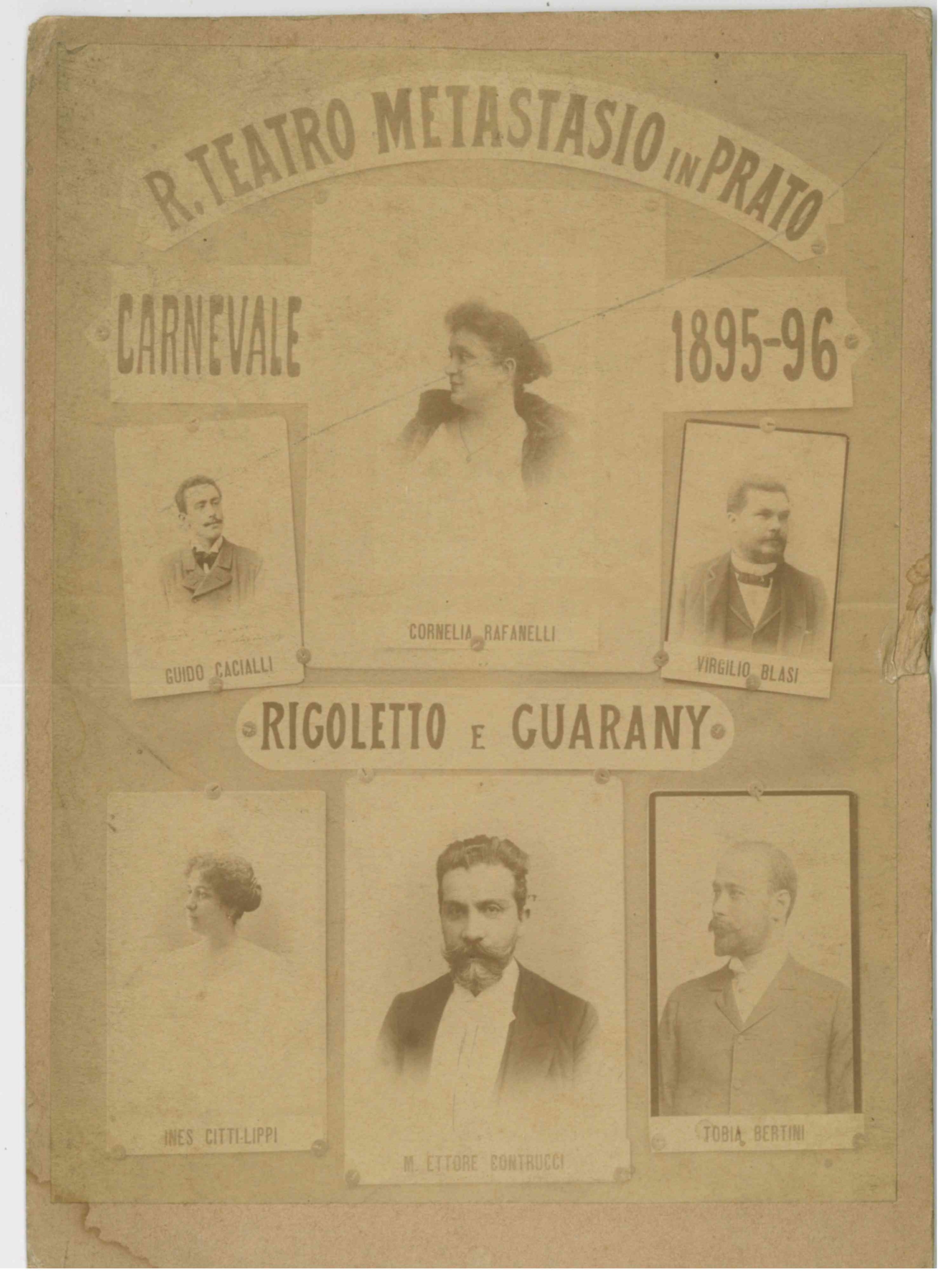
Cartolina postale della Stagione 1895-96 del Teatro Metastasio di Prato con il cast di Rigoletto e Il Guarany